# غلوريا رويز
غلوريا رويز (بالإنجليزية: Gloria Ruiz)‏ هي لاعب كرة قاعدة أمريكية وكوبية، ولدت في 25 يونيو 1928 في هافانا في كوبا.